# Biancavilla
Biancavilla är en stad och kommun i storstadsregionen Catania, innan 2015 provinsen Catania, på Sicilien, på Etnas sydvästra sluttning, sydöst om Adrano. Kommunen hade 23 948 invånare (2017).
Staden är främst känd för stora vin- och citrusodlingar.